# The L.place
The L.place是香港一座商業大廈，位于中環皇后大道中139號，樓高22層，業主是施美蘭集團。

## 歷史
The L.place原名是星展銀行大廈。2006年3月，摩根士丹利房產地產基金以6.4億港元購入星展銀行大廈。2008年，大摩房產地產基金以6.9億港元向施美蘭集團出售星展銀行大廈。星展銀行大廈易手後翻新成銀座式商廈，並易名為The L.place。

## 外部連結
- The L.place介紹 （页面存档备份，存于）